# Stazione di Hanau Ovest
La stazione di Hanau Ovest (in tedesco Hanau West) è una fermata ferroviaria nella città di Hanau, in Germania. È situata sulla ferrovia Francoforte–Aschaffenburg ed è stata la prima stazione ferroviaria di Hanau.

## Storia
La stazione fu inaugurata nel 1848 come capolinea della linea ferroviaria Francoforte–Hanau. All'epoca si trovava al margine occidentale della città di Hanau ed era dotata di un fabbricato viaggiatori in legno.
Quando nel 1854 la ferrovia Francoforte–Hanau fu prolungata verso Aschaffenburg, la stazione fu trasformata in stazione passante.
Fino al 1873 Hanau Ovest era la stazione principale di Hanau e veniva chiamata semplicemente "stazione di Hanau". In quell'anno, fu costruito un ponte sul fiume Meno per la nuova ferrovia Francoforte–Bebra, la quale raggiunse Hanau. Nel punto di incrocio tra quest'ultima linea e la ferrovia Francoforte–Hanau fu costruita la nuova stazione di Hanau Est (Hanau Ost in tedesco), la quale, pur essendo una stazione d'interscambio, si trovava molto ad est della città ed era perciò scomoda per il servizio viaggiatori. La stazione di Hanau fu quindi rinominata con il nome attuale.
Dal 1908 al 1928 la stazione fu servita dai tram della HSB.
Durante la seconda guerra mondiale la stazione fu bombardata dagli Alleati. Particolarmente grave fu il bombardamento del 19 marzo 1945, durante il quale il fabbricato viaggiatori fu danneggiato gravemente. Dopo la guerra i danni furono riparati.
Negli anni settanta fu costruito un sottopassaggio stradale e il fabbricato viaggiatori fu demolito. La stazione venne declassata a fermata e dotata di sola banchina centrale costruita a ponte sulla strada sottostante.

## Servizi e interscambi
La stazione dispone di:
- Biglietteria automatica

e consente l'interscambio con gli altri mezzi di trasporto pubblico tramite:
- Fermata autobus HSB